# Poliedro platônico inscrito em esfera
Um poliedro platônico está inscrito em uma esfera, quando todos os seus vértices tangenciam a superfície da esfera.
Dizer que a esfera está circunscrita ao poliedro platônico é uma possibilidade para descrever o mesmo conceito.

## Medida do raio da esfera circunscrita ao poliedro platônico
Se {\displaystyle d} é a medida da aresta do poliedro platônico, então é possível definir o valor do raio da esfera circunscrita ao poliedro em função de {\displaystyle d}.

### Tetraedro inscrito em esfera

Tetraedro regular inscrito em esfera.

Fixe {\displaystyle d} como sendo a medida da aresta do tetraedro regular inscrito em uma esfera.
Seja {\displaystyle O} o ponto central da esfera inscrita ao tetraedro. Logo, o segmento que se estende do ponto {\displaystyle O} até um dos vértices do tetraedro será igual a medida do raio da esfera circunscrita a ele. 
Sabendo que no tetraedro regular, a soma das distâncias de um ponto interior qualquer até as suas quatro faces é igual à altura do tetraedro, então vale que a soma das distâncias do ponto {\displaystyle O} até cada uma das faces resulta no valor da altura {\displaystyle h} do tetraedro. Logo, como cada uma dessas distâncias é igual a medida do raio {\displaystyle r} da esfera inscrita, segue que 
{\displaystyle 4r=h}{\displaystyle \Rightarrow r={\frac {h}{4}}.}
Como {\displaystyle h={\frac {\sqrt {6}}{3}}d}, então
{\displaystyle r={\frac {{\frac {\sqrt {6}}{3}}d}{4}}}{\displaystyle \Rightarrow r={\frac {\sqrt {6}}{3\cdot 4}}d}{\displaystyle \Rightarrow r={\frac {\sqrt {6}}{12}}d.}
Mas observe que, {\displaystyle R+r=h}, ou seja
{\displaystyle R+r=h}{\displaystyle \Rightarrow R+{\frac {\sqrt {6}}{12}}d={\frac {\sqrt {6}}{3}}d}{\displaystyle \Rightarrow R={\frac {\sqrt {6}}{3}}d-{\frac {\sqrt {6}}{12}}d}{\displaystyle \Rightarrow R={\frac {4{\sqrt {6}}}{12}}d-{\frac {\sqrt {6}}{12}}d}{\displaystyle \Rightarrow R={\frac {3{\sqrt {6}}}{12}}d}{\displaystyle \Rightarrow R={\frac {\sqrt {6}}{4}}d.}

### Cubo inscrito em esfera
Seja {\displaystyle d} a medida da aresta do cubo. O valor do raio {\displaystyle R} da esfera circunscrita, será igual a metade do valor da diagonal do cubo. Logo, como a diagonal do cubo vale {\displaystyle d{\sqrt {3}}}, então {\displaystyle R={\frac {\sqrt {3}}{2}}d.}

### Octaedro inscrito em esfera
Seja {\displaystyle d} a medida da aresta do octaedro regular. A medida do raio {\displaystyle R} da esfera circunscrita é igual a metade do valor da diagonal do octaedro. Como a diagonal do octaedro regular vale {\displaystyle d{\sqrt {2}}}, segue que {\displaystyle R={\frac {\sqrt {2}}{2}}d.}

### Dodecaedro inscrito em esfera

Ilustração de dodecaedro regular inscrito em esfera.

Fixe {\displaystyle d} como sendo a medida da aresta de um dodecaedro regular inscrito em uma esfera. A medida do raio {\displaystyle R} da esfera circunscrita é dada por {\displaystyle R={\frac {\sqrt {3}}{4}}(1+{\sqrt {5}})d}.

### Icosaedro inscrito em esfera

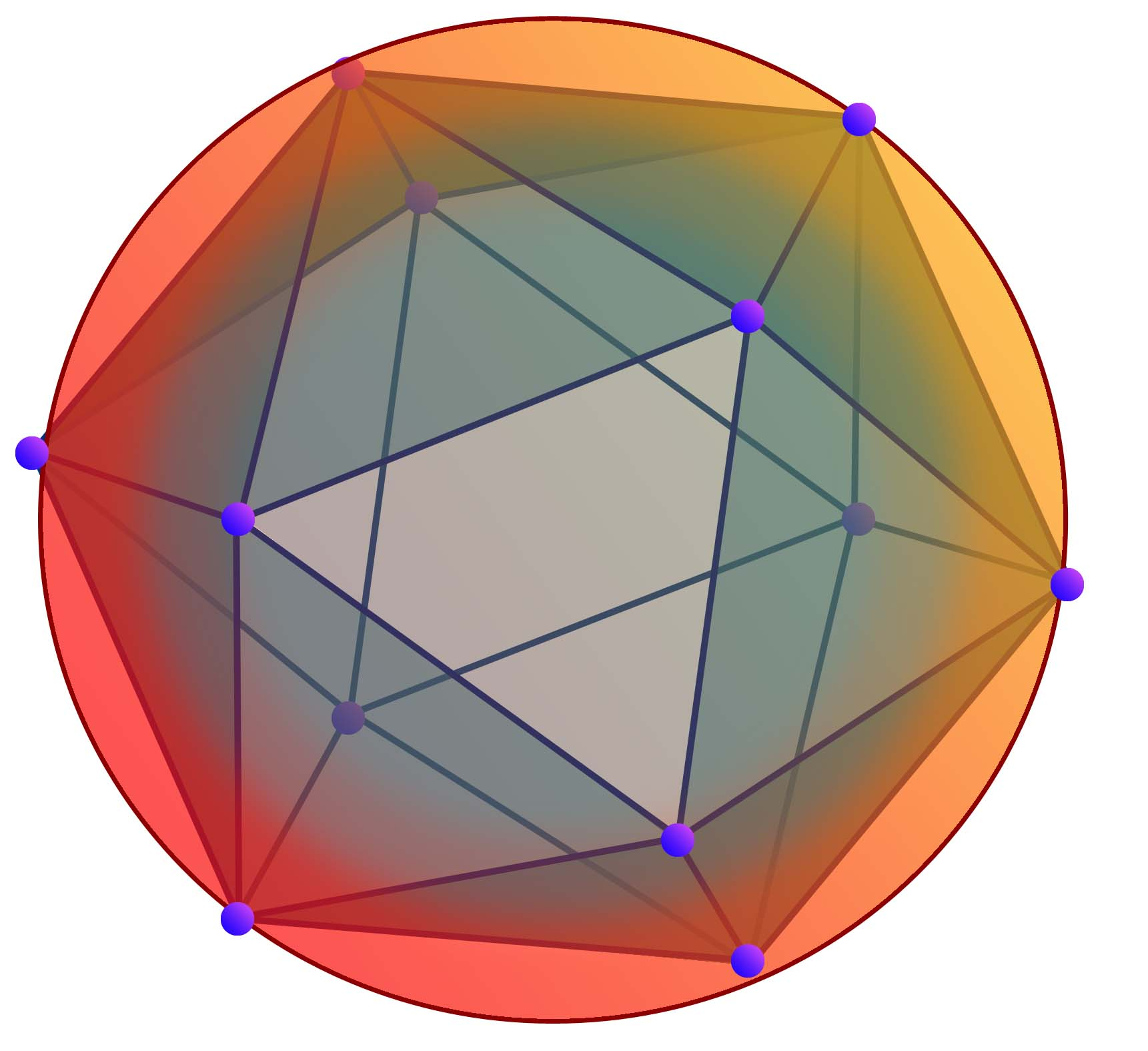
Ilustração de icosaedro regular inscrito em esfera.

Defina {\displaystyle d} como sendo o valor da medida da aresta de um icosaedro regular inscrito em uma esfera. A medida do raio {\displaystyle R} da esfera circunscrita ao poliedro é dada por {\displaystyle R={\frac {1}{4}}{\sqrt {(10+2{\sqrt {5}})}}d}.

## Propriedades métricas dos poliedros platônicos
Seja {\displaystyle d} a medida da aresta de um poliedro. A tabela seguinte agrupa os valores do raio da esfera circunscrita, além do volume de cada poliedro em função de {\displaystyle d}.
| Poliedro                 | Raio da esfera circunscrita                                | Volume                                               |
| ------------------------ | ---------------------------------------------------------- | ---------------------------------------------------- |
| Tetraedro                | {\displaystyle {\frac {\sqrt {6}}{4}}d}                    | {\displaystyle {\frac {\sqrt {2}}{12}}d^{3}}         |
| Cubo ou Hexaedro regular | {\displaystyle {\frac {\sqrt {3}}{2}}d}                    | {\displaystyle d^{3}}                                |
| Octaedro                 | {\displaystyle {\frac {\sqrt {2}}{2}}d}                    | {\displaystyle {\frac {\sqrt {2}}{3}}d^{3}}          |
| Dodecaedro               | {\displaystyle {\frac {\sqrt {3}}{4}}(1+{\sqrt {5}})d}     | {\displaystyle {\frac {1}{4}}(15+7{\sqrt {5}})d^{3}} |
| Icosaedro                | {\displaystyle {\frac {1}{4}}{\sqrt {(10+2{\sqrt {5}})}}d} | {\displaystyle {\frac {5}{12}}(3+{\sqrt {5}})d^{3}}  |

## Porcentagem do volume da esfera ocupado por poliedro platônico inscrito
Para determinar a porcentagem do volume da esfera ocupado por um poliedro platônico inscrito a ela, pode-se utilizar a fórmula do volume do poliedro (que está fixado na tabela de propriedades métricas dos poliedros platônicos) e o raio da esfera circunscrita ao poliedro para calcular o volume da esfera circunscrita. 
A fórmula utilizada para calcular o volume da esfera é: 
{\displaystyle V={\frac {4}{3}}\cdot \pi R^{3}.} 
Assim, o volume da esfera corresponderá a 100% do total e o volume do poliedro inscrito corresponderá à porcentagem ocupada que queremos descobrir (utilizaremos x). 
É possível relacionar os volumes por meio da regra de três. Abaixo, seguem desenvolvidas as relações para os cinco poliedros platônicos:
- Tetraedro:

Para representar o volume do tetraedro, utilizaremos {\displaystyle V_{1}}, e para o volume da esfera circunscrita ao tetraedro, utilizaremos {\displaystyle V_{2}}:
{\displaystyle V_{1}={\frac {\sqrt {2}}{12}}\cdot d^{3}}
{\displaystyle V_{2}={\dfrac {4\pi {\Big (}{\frac {{\sqrt {6}}\cdot d}{4}}{\Big )}^{3}}{3}}\Rightarrow V_{2}={\dfrac {4\pi {\Big (}{\frac {6{\sqrt {6}}\cdot d^{3}}{64}}{\Big )}}{3}}\Rightarrow V_{2}={\dfrac {4\pi \cdot 6{\sqrt {6}}\cdot d^{3}}{64\cdot 3}}\Rightarrow V_{2}={\dfrac {\pi {\sqrt {6}}\cdot d^{3}}{8}}.}
Assim, o volume da esfera ({\displaystyle V_{2}}) representa 100% e o volume do tetraedro ({\displaystyle V_{1}}) será representado por {\displaystyle x}.
Utilizando regra de três, tem-se:
{\displaystyle {\frac {V_{1}}{V_{2}}}={\frac {x}{100\%}}\Rightarrow 100\%\cdot V_{1}=x\cdot V_{2}.}
Substituindo os valores obtidos para {\displaystyle V_{1}} e {\displaystyle V_{2}}:
{\displaystyle 100\%\cdot V_{1}=x\cdot V_{2}}{\displaystyle \Rightarrow 100\%\cdot {\frac {\sqrt {2}}{12}}\cdot d^{3}=x\cdot {\frac {\pi {\sqrt {6}}\cdot d^{3}}{8}}}{\displaystyle \Rightarrow {\frac {100\%{\sqrt {2}}\cdot d^{3}}{12}}\cdot {\frac {8}{\pi {\sqrt {6}}\cdot d^{3}}}=x}{\displaystyle \Rightarrow {\frac {8\cdot 100\%{\sqrt {2}}\cdot d^{3}}{12\pi {\sqrt {6}}\cdot d^{3}}}=x}{\displaystyle \Rightarrow {\frac {200\%}{3\pi {\sqrt {3}}}}=x}{\displaystyle \Rightarrow {\frac {200\%{\sqrt {3}}}{3\pi {\sqrt {3}}\cdot {\sqrt {3}}}}=x}{\displaystyle \Rightarrow {\frac {200\%{\sqrt {3}}}{9\pi }}=x.}
Utilizando {\displaystyle \pi \cong 3,14} e {\displaystyle {\sqrt {3}}\cong 1,73}:
{\displaystyle {\frac {200\%\cdot 1,73}{9\cdot 3,14}}\cong x}{\displaystyle \Rightarrow {\frac {346\%}{28,26}}\cong x}{\displaystyle \Rightarrow 12,24\%\cong x.}
- Cubo:

Fixemos {\displaystyle V_{1}} para representar o volume do cubo e {\displaystyle V_{2}} para representar o volume da esfera circunscrita ao cubo:
{\displaystyle V_{1}=d^{3}}
{\displaystyle V_{2}={\dfrac {4\pi {\Big (}{\frac {{\sqrt {3}}\cdot d}{2}}{\Big )}^{3}}{3}}\Rightarrow V_{2}={\dfrac {4\pi {\Big (}{\frac {3{\sqrt {3}}\cdot d^{3}}{8}}{\Big )}}{3}}\Rightarrow V_{2}={\dfrac {4\pi \cdot 3{\sqrt {3}}\cdot d^{3}}{8\cdot 3}}\Rightarrow V_{2}={\dfrac {\pi {\sqrt {3}}\cdot d^{3}}{2}}.}
Logo, se {\displaystyle V_{2}} equivale a 100% do volume, então {\displaystyle V_{1}} equivale a {\displaystyle x} por cento.
Novamente, por meio de regra de três:
{\displaystyle {\frac {V_{1}}{V_{2}}}={\frac {x}{100\%}}\Rightarrow 100\%\cdot V_{1}=x\cdot V_{2}.}
Substituindo {\displaystyle V_{1}} e {\displaystyle V_{2}}:
{\displaystyle 100\%\cdot V_{1}=x\cdot V_{2}}{\displaystyle \Rightarrow 100\%\cdot d^{3}=x\cdot {\frac {\pi {\sqrt {3}}\cdot d^{3}}{2}}}{\displaystyle \Rightarrow 100\%\cdot d^{3}\cdot {\frac {2}{\pi {\sqrt {3}}\cdot d^{3}}}=x}{\displaystyle \Rightarrow {\frac {200\%\cdot d^{3}}{\pi {\sqrt {3}}\cdot d^{3}}}=x}{\displaystyle \Rightarrow {\frac {200\%}{\pi {\sqrt {3}}}}=x}{\displaystyle \Rightarrow {\frac {200\%{\sqrt {3}}}{\pi {\sqrt {3}}\cdot {\sqrt {3}}}}=x}{\displaystyle \Rightarrow {\frac {200\%{\sqrt {3}}}{3\pi }}=x.}
Para {\displaystyle \pi \cong 3,14} e {\displaystyle {\sqrt {3}}\cong 1,73}, conclui-se:
{\displaystyle {\frac {200\%\cdot 1,73}{3\cdot 3,14}}\cong x}{\displaystyle \Rightarrow {\frac {346\%}{9,42}}\cong x}{\displaystyle \Rightarrow 36,73\%\cong x.}
- Octaedro:

Sendo o volume do octaedro representado por {\displaystyle V_{1}} e o volume da esfera circunscrita ao octaedro representado por {\displaystyle V_{2}}:
{\displaystyle V_{1}={\frac {\sqrt {2}}{3}}\cdot d^{3}}
{\displaystyle V_{2}={\dfrac {4\pi {\Big (}{\frac {{\sqrt {2}}\cdot d}{2}}{\Big )}^{3}}{3}}\Rightarrow V_{2}={\dfrac {4\pi {\Big (}{\frac {2{\sqrt {2}}\cdot d^{3}}{8}}{\Big )}}{3}}\Rightarrow V_{2}={\dfrac {4\pi \cdot 2{\sqrt {2}}\cdot d^{3}}{8\cdot 3}}\Rightarrow V_{2}={\dfrac {\pi {\sqrt {2}}\cdot d^{3}}{3}}.}
Como {\displaystyle V_{1}} representa 100% do volume, então {\displaystyle V_{2}} ocupará {\displaystyle x} por cento do volume da esfera. Assim:
{\displaystyle {\frac {V_{1}}{V_{2}}}={\frac {x}{100\%}}\Rightarrow 100\%\cdot V_{1}=x\cdot V_{2}.}
Novamente, substituindo {\displaystyle V_{1}} e {\displaystyle V_{2}}:
{\displaystyle 100\%\cdot V_{1}=x\cdot V_{2}}{\displaystyle \Rightarrow 100\%\cdot {\frac {\sqrt {2}}{3}}\cdot d^{3}=x\cdot {\frac {\pi {\sqrt {2}}\cdot d^{3}}{3}}}{\displaystyle \Rightarrow {\dfrac {100\%\cdot {\sqrt {2}}\cdot d^{3}}{3}}\cdot {\frac {3}{\pi {\sqrt {2}}\cdot d^{3}}}=x}{\displaystyle \Rightarrow {\frac {100\%}{\pi }}=x.}
Utilizando {\displaystyle \pi \cong 3,14}:
{\displaystyle {\frac {100\%}{3,14}}\cong x}{\displaystyle \Rightarrow 31,85\%\cong x.}
- Dodecaedro:

Agora, seja {\displaystyle V_{1}} o volume do dodecaedro e {\displaystyle V_{2}} o volume da esfera circunscrita ao dodecaedro:
{\displaystyle V_{1}={\frac {1}{4}}\cdot (15+7{\sqrt {5}})\cdot d^{3}}
{\displaystyle V_{2}={\dfrac {4\pi \cdot {\Big (}{\frac {\sqrt {3}}{4}}\cdot (1+{\sqrt {5}})\cdot d{\Big )}^{3}}{3}}}{\displaystyle \Rightarrow V_{2}={\dfrac {4\pi \cdot {\Big (}{\frac {{\sqrt {3}}\cdot d}{4}}+{\frac {{\sqrt {15}}\cdot d}{4}}{\Big )}^{3}}{3}}}{\displaystyle \Rightarrow V_{2}={\dfrac {4\pi \cdot {\Big (}{\frac {{\sqrt {3}}\cdot d}{4}}+{\frac {{\sqrt {15}}\cdot d}{4}}{\Big )}\cdot {\Big (}{\frac {{\sqrt {3}}\cdot d}{4}}+{\frac {{\sqrt {15}}\cdot d}{4}}{\Big )}\cdot {\Big (}{\frac {{\sqrt {3}}\cdot d}{4}}+{\frac {{\sqrt {15}}\cdot d}{4}}{\Big )}}{3}}}{\displaystyle \Rightarrow V_{2}={\dfrac {4\pi \cdot {\Big (}{\frac {3d^{2}}{16}}+{\frac {{\sqrt {45}}\cdot d^{2}}{16}}+{\frac {{\sqrt {45}}\cdot d^{2}}{16}}+{\frac {15d^{2}}{16}}{\Big )}\cdot {\Big (}{\frac {{\sqrt {3}}\cdot d}{4}}+{\frac {{\sqrt {15}}\cdot d}{4}}{\Big )}}{3}}}{\displaystyle \Rightarrow V_{2}={\dfrac {4\pi \cdot {\Big (}{\frac {3d^{2}}{16}}+{\frac {2{\sqrt {45}}\cdot d^{2}}{16}}+{\frac {15d^{2}}{16}}{\Big )}\cdot {\Big (}{\frac {{\sqrt {3}}d}{4}}+{\frac {{\sqrt {15}}d}{4}}{\Big )}}{3}}}{\displaystyle \Rightarrow V_{2}={\dfrac {4\pi \cdot {\Big (}{\frac {3d^{2}}{16}}+{\frac {6{\sqrt {5}}\cdot d^{2}}{16}}+{\frac {15d^{2}}{16}}{\Big )}\cdot {\Big (}{\frac {{\sqrt {3}}\cdot d}{4}}+{\frac {{\sqrt {15}}\cdot d}{4}}{\Big )}}{3}}}{\displaystyle \Rightarrow V_{2}={\dfrac {4\pi \cdot {\Big (}{\frac {3{\sqrt {3}}\cdot d^{3}}{64}}+{\frac {6{\sqrt {15}}\cdot d^{3}}{64}}+{\frac {15{\sqrt {3}}\cdot d^{3}}{64}}+{\frac {3{\sqrt {15}}\cdot d^{3}}{64}}+{\frac {6{\sqrt {75}}\cdot d^{3}}{64}}+{\frac {15{\sqrt {15}}\cdot d^{3}}{64}}{\Big )}}{3}}}{\displaystyle \Rightarrow V_{2}={\dfrac {4\pi \cdot {\Big (}{\frac {3{\sqrt {3}}\cdot d^{3}}{64}}+{\frac {6{\sqrt {15}}\cdot d^{3}}{64}}+{\frac {15{\sqrt {3}}\cdot d^{3}}{64}}+{\frac {3{\sqrt {15}}\cdot d^{3}}{64}}+{\frac {30{\sqrt {3}}\cdot d^{3}}{64}}+{\frac {15{\sqrt {15}}\cdot d^{3}}{64}}{\Big )}}{3}}}{\displaystyle \Rightarrow V_{2}={\dfrac {4\pi \cdot {\Big (}{\frac {48{\sqrt {3}}\cdot d^{3}}{64}}+{\frac {24{\sqrt {15}}\cdot d^{3}}{64}}{\Big )}}{3}}}{\displaystyle \Rightarrow V_{2}={\dfrac {\pi \cdot {\Big (}{\frac {48{\sqrt {3}}\cdot d^{3}+24{\sqrt {15}}\cdot d^{3}}{16}}{\Big )}}{3}}}{\displaystyle \Rightarrow V_{2}={\dfrac {48{\sqrt {3}}\cdot d^{3}\cdot \pi +24{\sqrt {15}}\cdot d^{3}\cdot \pi }{16\cdot 3}}}{\displaystyle \Rightarrow V_{2}={\sqrt {3}}\cdot d^{3}\cdot \pi +{\frac {{\sqrt {15}}\cdot d^{3}\cdot \pi }{2}}}{\displaystyle \Rightarrow V_{2}=\pi \cdot {\bigg (}{\sqrt {3}}+{\frac {\sqrt {15}}{2}}{\bigg )}\cdot d^{3}.}
Desse modo, {\displaystyle V_{2}} representa 100% do volume e {\displaystyle V_{1}} representa {\displaystyle x} por cento.
{\displaystyle {\frac {V_{1}}{V_{2}}}={\frac {x}{100\%}}\Rightarrow 100\%\cdot V_{1}=x\cdot V_{2}.}
Logo, com os valores obtidos para {\displaystyle V_{1}} e {\displaystyle V_{2}}:
{\displaystyle 100\%\cdot {\frac {1}{4}}\cdot (15+7{\sqrt {5}})\cdot d^{3}=x\cdot \pi \cdot {\bigg (}{\sqrt {3}}+{\frac {\sqrt {15}}{2}}{\bigg )}\cdot d^{3}}{\displaystyle \Rightarrow {\frac {(1500\%+700\%{\sqrt {5}})\cdot d^{3}}{4}}=x\cdot \pi \cdot {\bigg (}{\sqrt {3}}+{\frac {\sqrt {15}}{2}}{\bigg )}\cdot d^{3}}{\displaystyle \Rightarrow (1500\%+700\%{\sqrt {5}})\cdot d^{3}=4\cdot x\cdot \pi \cdot {\bigg (}{\sqrt {3}}+{\frac {\sqrt {15}}{2}}{\bigg )}\cdot d^{3}}{\displaystyle \Rightarrow (1500\%+700\%{\sqrt {5}})\cdot d^{3}=x\cdot \pi \cdot {\Big (}4{\sqrt {3}}+2{\sqrt {15}}{\Big )}\cdot d^{3}}{\displaystyle \Rightarrow {\dfrac {(1500\%+700\%{\sqrt {5}})\cdot d^{3}}{\pi \cdot {\Big (}4{\sqrt {3}}+2{\sqrt {15}}{\Big )}\cdot d^{3}}}=x}{\displaystyle \Rightarrow {\dfrac {1500\%+700\%{\sqrt {5}}}{2\pi \cdot {\Big (}2{\sqrt {3}}+{\sqrt {15}}{\Big )}}}=x.}
Para {\displaystyle {\sqrt {5}}\cong 2,24}, {\displaystyle \pi \cong 3,14}, {\displaystyle {\sqrt {3}}\cong 1,73} e {\displaystyle {\sqrt {15}}\cong 3,87}, tem-se:
{\displaystyle {\dfrac {1500\%+700\%\cdot 2,24}{2\cdot 3,14\cdot {\Big (}2\cdot 1,73+3,87{\Big )}}}\cong x}{\displaystyle \Rightarrow {\dfrac {3068\%}{46,03}}\cong x}{\displaystyle \Rightarrow 66,65\%\cong x}.
- Icosaedro:

Para representar o volume do icosaedro utilizaremos {\displaystyle V_{1}} e para representar o volume da esfera circunscrita ao icosaedro utilizaremos {\displaystyle V_{2}}:
{\displaystyle V_{1}={\frac {5}{12}}\cdot (3+{\sqrt {5}})\cdot d^{3}}
{\displaystyle V_{2}={\dfrac {4\pi {\Big (}{\frac {1}{4}}\cdot {\sqrt {10+2{\sqrt {5}}}}\cdot d{\Big )}^{3}}{3}}}{\displaystyle \Rightarrow V_{2}={\dfrac {4\pi {\Big (}{\frac {1}{4}}\cdot {\sqrt {10+2{\sqrt {5}}}}\cdot d{\Big )}\cdot {\Big (}{\frac {1}{4}}\cdot {\sqrt {10+2{\sqrt {5}}}}\cdot d{\Big )}\cdot {\Big (}{\frac {1}{4}}\cdot {\sqrt {10+2{\sqrt {5}}}}\cdot d{\Big )}}{3}}}{\displaystyle \Rightarrow V_{2}={\dfrac {4\pi {\Big (}{\frac {(10+2{\sqrt {5}})\cdot d^{2}}{16}}\cdot d{\Big )}\cdot {\Big (}{\frac {1}{4}}\cdot {\sqrt {10+2{\sqrt {5}}}}\cdot d{\Big )}}{3}}}{\displaystyle \Rightarrow V_{2}={\dfrac {4\pi {\Big (}{\frac {5d^{2}}{8}}+{\frac {{\sqrt {5}}\cdot d^{2}}{8}}{\Big )}\cdot {\Big (}{\frac {1}{4}}\cdot {\sqrt {10+2{\sqrt {5}}}}\cdot d{\Big )}}{3}}}{\displaystyle \Rightarrow V_{2}={\dfrac {4\pi {\bigg (}{\frac {5{\sqrt {10+2{\sqrt {5}}}}\cdot d^{3}}{32}}+{\frac {{\sqrt {5\cdot (10+2{\sqrt {5}})}}\cdot d^{3}}{32}}{\bigg )}}{3}}}{\displaystyle \Rightarrow V_{2}={\dfrac {\pi {\bigg (}{\frac {5{\sqrt {10+2{\sqrt {5}}}}\cdot d^{3}+{\sqrt {50+10{\sqrt {5}}}}\cdot d^{3}}{8}}{\bigg )}}{3}}}{\displaystyle \Rightarrow V_{2}={\frac {\pi {\Big (}5{\sqrt {10+2{\sqrt {5}}}}+{\sqrt {50+10{\sqrt {5}}}}{\Big )}\cdot d^{3}}{8\cdot 3}}}{\displaystyle \Rightarrow V_{2}=\pi \cdot {\Bigg (}{\frac {5{\sqrt {10+2{\sqrt {5}}}}+{\sqrt {50+10{\sqrt {5}}}}}{24}}{\Bigg )}\cdot d^{3}.}
Como {\displaystyle V_{2}} vale 100%, então o volume de {\displaystyle V_{1}} será de {\displaystyle x} por cento.
{\displaystyle {\frac {V_{1}}{V_{2}}}={\frac {x}{100\%}}\Rightarrow 100\%\cdot V_{1}=x\cdot V_{2}.}

Ou seja, com os valores obtidos para {\displaystyle V_{1}} e {\displaystyle V_{2}}:
{\displaystyle 100\%\cdot {\frac {5}{12}}\cdot (3+{\sqrt {5}})\cdot d^{3}=x\cdot \pi \cdot {\Bigg (}{\frac {5{\sqrt {10+2{\sqrt {5}}}}+{\sqrt {50+10{\sqrt {5}}}}}{24}}{\Bigg )}\cdot d^{3}}{\displaystyle \Rightarrow {\frac {(1500\%+500\%{\sqrt {5}})\cdot d^{3}}{12}}=x\cdot {\Bigg [}{\frac {\pi \cdot {\Big (}5{\sqrt {10+2{\sqrt {5}}}}+{\sqrt {50+10{\sqrt {5}}}}{\Big )}\cdot d^{3}}{24}}{\Bigg ]}}{\displaystyle \Rightarrow {\Bigg [}{\frac {(1500\%+500\%{\sqrt {5}})\cdot d^{3}}{12}}{\Bigg ]}\cdot {\Bigg [}{\frac {24}{\pi \cdot {\Big (}5{\sqrt {10+2{\sqrt {5}}}}+{\sqrt {50+10{\sqrt {5}}}}{\Big )}\cdot d^{3}}}{\Bigg ]}=x}{\displaystyle \Rightarrow {\frac {2\cdot (1500\%+500\%{\sqrt {5}})}{\pi \cdot {\Big (}5{\sqrt {10+2{\sqrt {5}}}}+{\sqrt {50+10{\sqrt {5}}}}{\Big )}}}=x.}
Utilizando {\displaystyle {\sqrt {5}}\cong 2,24} e {\displaystyle \pi \cong 3,14}:
{\displaystyle {\frac {2\cdot (1500\%+500\%\cdot 2,24)}{3,14\cdot {\Big (}5{\sqrt {10+2\cdot 2,24}}+{\sqrt {50+10\cdot 2,24}}{\Big )}}}\cong x}{\displaystyle \Rightarrow {\frac {5240\%}{3,14\cdot {\Big (}5{\sqrt {14,48}}+{\sqrt {72,4}}{\Big )}}}\cong x.}
Ainda, sendo {\displaystyle {\sqrt {14,48}}\cong 3,81} e {\displaystyle {\sqrt {72,4}}\cong 8,51}:
{\displaystyle {\frac {5240\%}{3,14\cdot {\Big (}5\cdot 3,81+8,51{\Big )}}}\cong x}{\displaystyle \Rightarrow {\frac {5240\%}{86,54}}\cong x}{\displaystyle \Rightarrow 60,55\%\cong x.}